# 長吻樸麗魚
長吻樸麗魚，為輻鰭魚綱鱸形目隆頭魚亞目慈鯛科的其中一種，分布於非洲維多利亞湖流域，棲息深度3-27公尺，體長可達11.9公分，棲息在沿岸泥底質的淺水域，屬肉食性，以甲殼類等為食，生活習性不明。

## 擴展閱讀
維基物種上的相關：長吻樸麗魚